# Chelidae
Los quélidos (Chelidae) son una familia de tortugas de agua dulce, que alberga a 40 especies en 12 géneros. Sus miembros se distribuyen en Australia, Nueva Guinea y Sudamérica y se les conoce como tortugas cuello de serpiente.

## Taxonomía
- Acanthochelys Gray, 1873
- Chelodina Fitzinger, 1826
- Chelus Duméril, 1806
- Elseya Gray, 1867
- Elusor Cann y Legler, 1994
- Emydura Bonaparte, 1836
- Hydromedusa Wagler, 1830
- Phrynops Wagler, 1830
- Platemys Wagler, 1830
- Pseudemydura Siebenrock, 1901
- Rheodytes Legler y Cann, 1980

Algunos expertos agregan los géneros:
- Mesoclemmys Gray, 1873
- Batrachemys Stejneger, 1909

Varios expertos consideran que Mesoclemmys no forma un género independiente y pertenece al género Phrynops. No hay acuerdo sobre la clasificación de  Batrachemys como un género independiente, pero King & Burke (1989) consideran que las seis especies agrupadas en él deben clasificarse también dentro de Phrynops. 
Por el contrario, a partir de la investigación genética, McCord, Mehdi & Lamar (2001) establecen que Batrachemys y Mesoclemmys son géneros independientes de Phrynops, como también 
- Rhinemys Baur, 1890

Además describen dos géneros nuevos, desprendidos de Phrynops:
- Bufocephala McCord, Mehdi & Lamar, 2001
- Ranacephala McCord, Mehdi & Lamar, 2001

Finalmente, en 2009 Scott Thomson & Arthur Georges establecieron que Elseya era parafilético y crearon el nuevo género Myuchelys para algunas especies.
Además, se conocen varios géneros extintos:
- Género †Baalemys (Sarda & Maniel, 2024)[1]
- Género †Bonapartemys (Lapparent de Broin & de la Fuente, 2001)[2]
- Género †Linderochelys (de la Fuente et al., 2007)
- Género †Lomalatachelys (Lapparent de Broin & de la Fuente, 2001)[2]
- Género †Prochelidella (Lapparent de Broin & de la Fuente, 2001)[2]
- Género †Palaeophrynops (Lapparent de Broin & de la Fuente, 2001)[2]
- Género †Parahydraspis (Wieland, 1923)
- Género †Yaminuechelys (de la Fuente et al., 2001)